# Organización de las Naciones Unidas no Representadas
La Organización de las Naciones Unidas no Representadas (conocida en inglés como Unrepresented United Nations o por sus siglas UUN) es una organización internacional. Fue creada en 2013, con el objetivo de asistir y representar a las Naciones y a los Pueblos no representados, a las Naciones y Pueblos subrepresentados, Estados de Facto y de iure, Naciones y Pueblos mal representados, Movimientos independentistas, Movimientos separatistas, Movimientos segregacionistas, Pueblos indígenas, Movimientos secesionistas, Micronaciones, de forma tal que puedan expresar su posición en los foros apropiados y obtener el reconocimiento, ya que no han podido en las Naciones Unidas.

## Objetivos
Las Naciones Unidas no Representadas buscan nuevos actores internacionales y se proponen desarrollar relaciones bilaterales no solo con los Estados, sino también con los Pueblos y las Naciones, rechazando la definición de alineados y no alineados, para el desarrollo de una política global basada en la Declaración Universal de los Derechos Humanos y la autodeterminación de los Pueblos.
El derecho de todos los pueblos a la libre autodeterminación es uno de los principios fundamentales del derecho internacional y, en virtud de su condición de erga omnes, es responsabilidad de todos los estados garantizar que este derecho se haga realidad. La obstrucción o violación de este principio, particularmente a través del uso de la fuerza, constituye una violación muy grave del derecho internacional.

## Secretario General
El Secretario General es el representante legal de las Naciones Unidas no Representadas y es nombrado por la Asamblea General cada 10 años  El Secretario General es el más alto funcionario administrativo de la Organización.
El Dr. Giovanni Caporaso Gottlieb es el primer Secretario General de las Naciones Unidas no Representadas y es fundador de la Organización. Sus prioridades han sido la promoción de la autodeterminación de los Pueblos y de los derechos de todas las Naciones, como elementos cardinales en los principios modernos de la ley internacional (jus cogens), vinculando, de tal forma, a las Naciones Unidas no Representadas con una interpretación autorizada de las normas del Capítulo. Su más reciente comunicado fue un resumen de la situación de los movimientos independentistas en 2019, donde criticó el Plan de Paz de Donald Trump y el juicio a los líderes catalanes.
Caporaso Gottlieb asumió el cargo el 1.º de enero de 2013, en la fundación de la Organización de las Naciones Unidas no Representadas.
El Secretario General nació en Italia, el 8 de abril de 1960. Recibió su título de Derecho por la Universidad Empresarial de Costa Rica y un segundo título de Derecho por la Universidad de la Paz (Panamá). Es miembro de la Asociación Internacional Bar (EE. UU), la Asociación Internacional de Abogados, el Colegio Nacional de Abogados de Panamá, la Fundación de Moneda Carbón y otras organizaciones. Ha escrito más de 20 libros sobre inversiones.
El secretario general habla inglés, francés, italiano, español y portugués. Tiene un hijo y una hija.